# 雪芮儿·百莉
雪芮儿·百莉（英語：Sheryl Bailey，1966年5月20日—）是一位美国女性爵士乐吉他手和教育家。她已发布了多张爵士乐专辑，亦是伯克利音乐学院（Berklee College of Music）吉他系的副教授。

## 介绍
百莉在宾夕法尼亚州的匹兹堡的一个音乐家庭长大。她从13岁起即开始演奏吉他。开始接触音乐时，她主要的兴趣是摇滚乐，但在几年之后，她在收音机中听到了韦斯·蒙哥马利的演奏并且发现了爵士的美妙。她在波士顿的伯克利音乐学院开始了大学学业，大学毕业后，她开始在巴尔的摩的陶森州立大学授课。1998年，她迁去了纽约开始了她作为演奏者的职业生涯。1995年，她发布了她的第一张专辑《Little Misunderstood》，音乐家乔治·柯利根（George Colligan），文斯·勒汶（Vince Loving）和克里斯·巴蒂斯通（Chris Battistone）亦在专辑中进行演奏
2001年，百莉与吉他手克里斯·柏格森（Chris Bergson）发布了专辑《Reunion of Souls》，艾什利·通纳（Ashley Turner）与桑尼·贾恩（Sunny Jain）亦在专辑中进行演奏。AllMusic网站的斯图尔特·马森（Stewart Mason）曾说道她专辑里的一首曲子“富有魅力”，另一首曲子则“非常甜美”，但是也提到这张专辑“并没有任何开拓之处”。在此之后，百莉于2002年发布了《The Power Of 3》，专辑中收录的八首曲子全部是百莉的原创。AllMusic网站的里克·安德森（Rick Anderson）评论道，每一首曲子都是“一块宝石”，并且说“第一次听时，比你能够想到的还要复杂得多”。总体上，他说这张专辑是“强烈推荐”。她的下一张专辑是2004年发布的《Bull's Eye!'》。2006年，百莉发布了她的第五张专辑《Live @ The Fat Cat》，她的乐队亦在同年的匹兹堡爵士音乐节中担任领衔乐队。她的第六张专辑《A New Promise》在2010年2月2日由MCG Jazz发布并且向爵士吉他手艾米丽·莱姆勒致敬。
她目前是伯克利音乐学院的副教授，在斯坦福大学的夏季实践中担任讲师，并且在纽约市的Colletive音乐学校中教授吉他，还在吉他视频教学网站truefire.com上发布了一系列的教学视频。

## 专辑
- 《Little Misunderstood》（Oasis，1995）
- 《Reunion Of Souls》（Pure Music/Orchard，2000）
- 《The Power Of 3》（Pure Music，2002）
- 《Bull's Eye!》（Pure Music，2004）
- 《Live @ The Fat Cat》（Pure Music，2005）
- 《A New Promise》（MCG Jazz，2009）
- 《For All Those Living》（Pure Music，2011）
- 《A Meeting Of Minds》（Cellar Live，2013）
- 《Plucky Strum》（Whaling City Sound，2015）
- 《Plucky Strum: Departure》（Whaling City Sound，2017）